# Banca per l'Africa Orientale
La Banca per l'Africa Orientale, conosciuta anche con l'acronimo BAO, è stata una banca italiana operante nelle colonie.

## Storia
La Banca per l'Africa Orientale rappresentò il primo tentativo di stabilire un moderno sistema bancario nel Corno d'Africa, quando sia l'Eritrea che la Somalia erano colonie italiane.
Nel 1917 la Banca Italiana di Sconto promosse la creazione a Roma della Banca per l'Africa Orientale in forma di società anonima con sede principale a Massaua e con sede distaccata a Mogadiscio. L'anno successivo la Banca iniziò la propria attività. Tuttavia, nel 1923, la Banca venne liquidata in seguito al fallimento della Banca Italiana di Sconto.